# Жгенти, Шалва Димитриевич
Шалва Димитриевич Жгенти (1917 год, Кутаисский уезд, Кутаисская губерния, Российская империя — неизвестно, Маяковский район, Грузинская ССР) — звеньевой колхоза имени Орджоникидзе Димского сельсовета Маяковского района, Грузинская ССР. Герой Социалистического Труда (1949).

## Биография
Родился в 1917 году в одном из сельских населённых пунктов Кутаисского уезда. Окончил местную школу. С середины 1930-х годов — рядовой колхозник колхоза имени Орджоникидзе Багдатского района (с 1940 года — Маяковский район). В послевоенные годы возглавлял звено виноградарей.
В 1948 году звено под его руководством собрало в среднем с каждого гектара по 101,5 центнеров винограда на участке площадью 3 гектара. Указом Президиума Верховного Совета СССР от 9 августа 1949 года удостоен звания Героя Социалистического Труда за «получение высоких урожаев винограда в 1948 году» с вручением ордена Ленина и золотой медали «Серп и Молот» (№ 4313).
Этим же указом званием Героя Социалистического Труда был награждён звеньевой колхоза имени Орджоникидзе Темураз Терентиевич Дианосашвили.
Проживал на территории Димского сельсовета Маяковского района. Дата смерти не установлена.